# Finzel (Maryland)
Finzel es un lugar designado por el censo ubicado en el condado de Garrett en el estado estadounidense de Maryland. En el Censo de 2010 tenía una población de 547 habitantes y una densidad poblacional de 64,17 personas por km².

## Geografía
Finzel se encuentra ubicado en las coordenadas 39°42′11″N 78°57′12″O / 39.70306, -78.95333. Según la Oficina del Censo de los Estados Unidos, Finzel tiene una superficie total de 8.52 km², de la cual 8.52 km² corresponden a tierra firme y (0%) 0 km² es agua.

## Demografía
Según el censo de 2010, había 547 personas residiendo en Finzel. La densidad de población era de 64,17 hab./km². De los 547 habitantes, Finzel estaba compuesto por el 98.72% blancos, el 1.28% eran afroamericanos, el 0% eran amerindios, el 0% eran asiáticos, el 0% eran isleños del Pacífico, el 0% eran de otras razas y el 0% pertenecían a dos o más razas. Del total de la población el 1.65% eran hispanos o latinos de cualquier raza.